# Kanton Avignon-Sud
Kanton Avignon-Sud (fr. Canton d'Avignon-Sud) je francouzský kanton v departementu Vaucluse v regionu Provence-Alpes-Côte d'Azur. Tvoří ho pouze jižní část města Avignon.